# Јудово
Јудово (мкд. Јудово) је насеље у Северној Македонији, у западном делу државе. Јудово припада општини Кичево.

## Географија
Насеље Јудово је смештено у западном делу Северне Македоније. Од најближег већег града, Кичева, насеље је удаљено 25 km јужно.
Јудово припада историјској области Доња Копачка. Село је положено на североисточним падинама Илинске планине, док се ка истоку тло спушта у долину невелике Беличке реке, која се улива у реку Треску на северу. Надморска висина насеља је приближно 860 метара.
Клима у насељу је планинска због знатне надморске висине.

## Становништво
Јудово је према последњем попису из 2002. године имало 27 становника.
Већинско становништво су етнички Македонци (100%).
Претежна вероисповест месног становништва је православље.